# Завертяев, Вениамин Анисимович

Бюст на аллее Героев в городе Пласт

Вениами́н Ани́симович Завертяев (25 октября 1915, Пласт, Оренбургская губерния — 25 июня 1990, Одесса) — советский военный. Участник Великой Отечественной войны. Герой Советского Союза (1943). Полковник.

## Биография
Вениамин Анисимович Завертяев родился 25 октября (12 октября — по старому стилю) 1915 года в посёлке Кочкарские прииски Троицкого уезда Оренбургской губернии (ныне город Пласт, районный центр Челябинской области Российской Федерации) в семье рабочего. Русский. После смерти родителей четырёхлетний Вениамин был отправлен в детский дом города Омска. Там он окончил семилетнюю школу, затем рабфак, после чего работал машинистом машинного отделения на речном пароходе.
В 1936 году военкоматом Сталинского района города Омска В. А. Завертяев был призван в ряды Рабоче-крестьянской Красной Армии. Отслужил срочную и сверхсрочную службу. Сразу после демобилизации в 1940 году поступил в Омское военное пехотное училище, которое окончил в декабре 1941 года. После окончания училища проходил военную подготовку в частях резерва.
В боях с немецко-фашистскими захватчиками В. А. Завертяев с 5 октября 1942 года. Воевал должности помощника начальника штаба стрелкового полка по разведке. В составе 201-го стрелкового полка 84-й стрелковой дивизии 66-й армии Донского фронта принимал участие в контрнаступлении советских войск под Сталинградом (Операция «Уран»). Затем в составе 24-й армии участвовал в Среднедонской операции. В начале февраля 1943 года дивизия, в которой служил Вениамин Анисимович, была выведена в резерв для подготовки к контрнаступлению советских войск на Курской дуге. В середине июня 1943 года 84-я стрелковая дивизия вошла в состав 53-й армии Степного фронта и заняла позиции северо-восточнее города Белгорода, где начала подготовку к Белгородско-Харьковской операции.
12 августа 1943 года подразделения 84-й стрелковой дивизии заняли северную окраину поселка Дергачи в 18 км от Харькова;
старшему лейтенанту В. А. Завертяеву было приказано с группой разведчиков выйти в тыл противника для нанесения ударов по обороне противника с целью обеспечения продвижения наступающих стрелковых подразделений полка, а также проведения диверсионных операций.
Командование дивизии поставило перед помощником начальника штаба по разведке 201-го стрелкового полка ст. лейтенантом Завертяевым задачу: «во главе группы добровольцев из 34 человек прорваться в тыл противника и, действуя дерзко и смело, вызвать панику среди его штабов и тыловых частей, что должно способствовать ускоренному продвижению наших войск к Харькову».
В ночь с 12 на 13 августа группа из 34 разведчиков под командованием В. А. Завертяева неожиданно атаковала немецкие позиции на северной окраине посёлка Дергачи Харьковской области, уничтожив до роты солдат противника и выведя из строя 6 ручных и один крупнокалиберный пулемёт. Сам Завертяев в этом бою уничтожил 16 вражеских солдат. Благодаря прорыву хорошо укрепленной немецкой обороны в поселке Дергачи подразделения полка смогли продвинуться на шесть километров. Днём 13 августа 1943 года диверсионная группа Завертяева, устроив засаду на дороге Дергачи-Полевое, атаковала колонну вражеской мотопехоты, уничтожив более 70 солдат и офицеров противника и 3 автомашины. Затем группа обнаружила расположившихся на привале немцев числом до двух рот и атаковала их, уничтожив до 150 солдат и офицеров вермахта. Из них на счету старшего лейтенанта Завертяева было 15 солдат и 2 офицера. С 14 по 17 августа, действуя в районе населённого пункта Куряжанка группами по 5-6 человек, разведчики Завертяева уничтожили 58 солдат противника, 2 автомашины и 3 мотоцикла. Затем атаковали вражеский обоз, уничтожив 34 солдата и 12 повозок с грузами. В ночь с 17 на 18 августа 1943 года в районе деревни Семёновка группа Вениамина Анисимовича атаковала с тыла немецкие позиции, уничтожив 65 немцев, причём лично старший лейтенант Завертяев уничтожил 18 из них. На рассвете 18 августа 1943 года разведчики ворвались в деревню Семёновка и выбили оттуда немцев, позволив наступающим частям Красной Армии продвинуться на 6 километров.
22 августа 1943 года, совершив дерзкий бросок по тылам противника и потеряв 12 бойцов, группа старшего лейтенанта В. А. Завертяева вернулась в расположение своего полка. За время данного рейда с 13 по 22 августа по тылам врага разведгруппа уничтожила около двух десятков огневых точек, более десятка автомашин, одну штабную машину с радиостанцией, три мотоцикла, 12 подвод и около четырёхсот немецких солдат и офицеров, 46 из которых уничтожил лично Завертяев.
В тот же день в районе совхоза «Коммунар» старший лейтенант В. А. Завертяев был тяжело ранен и эвакуирован в госпиталь. 01.11.1943 года Вениамину Анисимовичу было присвоено звание Герой Советского Союза.
После госпиталя Вениамин Анисимович по состоянию здоровья на передовую не вернулся. Служил на различных хозяйственных должностях в тыловых частях Красной Армии. Победу встретил в чине капитана. В 1949 году он окончил Военную академию тыла и транспорта, после чего служил на различных должностях в Советской армии.
С 1956 года полковник В. А. Завертяев в запасе. Жил и работал в городе-герое Одесса. Долгие годы возглавлял совет клуба «Золотая Звезда» при Доме офицеров Одесского военного округа, будучи его председателем.
25 февраля 1989 года, после журнальных публикаций первой части романа В.Войновича «Жизнь и необычайные приключения солдата Ивана Чонкина», собрание клуба «Золотая Звезда», объединявшего на тот момент 72 Героев Советского Союза и 16 полных кавалеров ордена Славы, обратилось с открытым письмом к редакторам журналов «Юность» А. Дементьеву и «Огонек» В. Коротичу, озаглавив своё письмо-опровержение «Кощунство». От имени собрания письмо подписано членами совета клуба, включая его председателя. Опубликовано письмо еженедельником «Ветеран» в № 18 за 1989 год и газетой «Правда Украины» в номере от 5 мая 1989 года.
25 июня 1990 года Вениамин Анисимович скончался. Похоронен на Таировском кладбище Одессы.

## Награды
- Медаль «Золотая Звезда» (01.11.1943);
- орден Ленина (01.11.1943);
- орден Отечественной войны 1-й степени (06.04.1985);
- орден Красной Звезды;
- медали, в том числе:

медаль «За оборону Сталинграда»;
медаль «За победу над Германией в Великой Отечественной войне 1941—1945 гг.».

## Память
- Бюст Героя Советского Союза В. А. Завертяева установлен на аллее Героев города Пласт Челябинской области.
- Именем Героя Советского Союза В. А. Завертяева названа улица в городе Омск.
- Именем Героя Советского Союза В. А. Завертяева названа улица в селе Сиряки, в окрестностях которого он действовал в августе 1943.

## Документы
- Общедоступный электронный банк документов «Подвиг Народа в Великой Отечественной войне 1941—1945 гг.» Архивировано 13 марта 2012 года.

Герой Советского Союза. Архивировано 24 мая 2013 года.
Орден Отечественной войны 1-й степени. Архивировано 24 мая 2013 года.